# Bohmte
Bohmte är en kommun och ort i Landkreis Osnabrück i förbundslandet Niedersachsen i Tyskland.